# Escosse
Escosse település Franciaországban, Ariège megyében. Lakosainak száma 362 fő (2022. január 1.). Escosse Bézac, Lescousse, Madière, Pamiers, Saint-Michel és Unzent községekkel határos.

## Népesség
A település népességének változása:
| Lakosok száma | 350  | 338  | 324  | 397  | 420  | 418  | 417  | 386  | 370  | 362  |
|               | 1968 | 1982 | 1990 | 2006 | 2013 | 2015 | 2017 | 2019 | 2020 | 2022 |